# Các dạng chính phủ
Dạng chính phủ, loại hình chế độ hay hệ thống chính phủ là thể chế chính trị mà một quốc gia sử dụng nhằm quản lý xã hội. Định nghĩa này cũng được áp dụng đối với các chính phủ bất hợp pháp. Bất kể thành công hay thất bại, tất cả các chính phủ đều có một dạng chính phủ. Các nhà thờ, công ty, câu lạc bộ, và các thực thể nhỏ hơn quốc gia cũng đều có các dạng chính phủ, nhưng bài viết này chỉ đề cập đến các quốc gia.
Mười tám quốc gia trên Thế giới không đặt tên dạng chính phủ của họ rõ ràng trong tên chính thức của họ (ví dụ như tên chính thức của Jamaica chỉ đơn giản là Jamaica), nhưng hầu hết đều có tên chính thức phản ánh dạng chính quyền của họ, hay ít nhất là dạng chính quyền mà họ đang phấn đấu để đạt được.
- Úc, Bahamas, và Dominica mỗi nước chính thức là một thịnh vượng chung
- Luxembourg là một đại công quốc.
- Các Tiểu Vương quốc Ả Rập Thống nhất là một tập hợp các quốc gia Hồi giáo, mỗi tiểu vương quốc có luật lệ riêng.
- Malaysia, Nga, Thụy Sĩ, và Saint Kitts & Nevis mỗi nước là một liên bang.
- Libya là một jamahiriya (Nhà nước của dân)
- Có 33 vương quốc trên thế giới, nhưng thực chất chỉ có 18 quốc gia trong đó (còn 15 nước kia được xem như những lãnh địa). Jordan là một Vương quốc Hashemite; Liên hiệp Anh và Bắc Ireland có hai vùng lịch sử riêng biệt với tên gọi là Vương quốc Liên hiệp.
- Andorra, Liechtenstein, và Monaco là các công quốc.
- Chính thể Cộng hòa là thể thức chính phủ nhiều nhất, theo con số chính thức, có ít nhất 132 quốc gia tuyên bố là quốc gia cộng hòa trong tên chính thức của mình. Có nhiều loại cộng hòa khác nhau. Ví dụ Ai Cập Syria là hai quốc gia Cộng hòa Ả Rập, Guyana là Cộng hòa Cộng tác, Algérie tự tuyên bố là nước Cộng hòa Dân chủ và Nhân dân (Democratic & Popular Republic).
- Sự viện dẫn về dân chủ phổ biến ở những tên chính thức của các nền cộng hòa như - Bắc Triều Tiên là Cộng hòa Dân chủ Nhân dân, bốn nước chỉ đơn giản là Cộng hòa Dân chủ, và Sri Lanka là Cộng hòa Dân Chủ Xã hội Chủ nghĩa.

Những nước muốn nhấn mạnh rằng các tỉnh bang của mình có quyền tự trị tương đối từ chính quyền trung ương gồm có các nước: Đức và Nigeria theo thể chế Cộng hòa Liên bang, Ethiopia là Cộng hòa Dân chủ Liên bang, Comoros là Cộng hòa Hồi giáo Liên bang, và Brasil là Cộng hòa Liên bang.
Ý thức hệ của chính phủ cũng thường gắn với chữ Cộng hòa. Ngoài Comoros ra, bốn quốc gia khác cũng tuyên bố là Cộng hòa Hồi giáo. Các quốc gia Châu Á bị ảnh hưởng bởi Chủ nghĩa cộng sản hay Chủ nghĩa Mao cũng nhấn mạnh hệ thống tư tưởng của mình bằng cách thêm từ Nhân dân hoặc Dân chủ (hoặc cả hai) vào tên chính thức của họ như: Lào là nước Cộng hòa Dân chủ Nhân dân, Bangladesh và Trung Quốc đại lục là Cộng hòa Nhân dân. Việt Nam hiện là Cộng hòa Xã hội Chủ nghĩa nhưng trước đây cũng là Cộng hòa Dân chủ trước khi đổi tên sau thống nhất. Cuối cùng, Tanzania nhấn mạnh sự cố kết trong nước bằng tên Cộng hòa Liên bang (United).
- Mười một quốc gia chỉ đơn giản dùng từ Liên bang. Micronesia là nhà nước Liên bang (Federated States), Papua New Guinea và Samoa nhấn mạnh họ là Liên bang Độc lập, Hoa Kỳ và México cũng là Liên bang dùng từ United States.
- Brunei và Oman là các quốc gia Sultanates (Vương quốc Hồi giáo)
- Miến điện cho là Liên bang (Union).

## Các thuộc tính của chính phủ
Ngoài các phân loại chính thức, việc xét đến các loại chế độ bằng việc nhìn vào các đặc tính tổng quát của thể chế nhà nước cũng quan trọng.:
1. Có tính truyền thống (thị tộc hay huyết thống) hay hiện đại (chế độ quan liêu)
2. Có tính cá nhân chủ nghĩa (Bắc Triều Tiên) hay không có cá tính riêng (Đức)
3. Thuộc Chế độ cực quyền (Đức quốc xã), chủ nghĩa độc đoán (Zimbabwe) hay dân chủ (Bỉ)
4. Do bầu cử (Hoa Kỳ) hay kế thừa (Brunei)
5. Bầu cử trực tiếp (Mêhicô) hay gián tiếp (Hoa Kỳ)
6. Không thuộc tôn giáo (European Union) có liên quan đến tôn giáo (Iran)
7. Có hệ thống tam quyền phân lập (Ấn Độ) hay không có (Peru thời Alberto Fujimori)
8. Thuộc chế độ Nghị viện (Hy Lạp) hay Tổng thống (Mỹ) hay Quân chủ (Anh)
9. Số người trong bộ phận hành pháp (Thụy Sĩ có 7, Pháp 2, Mỹ 1)
10. Thành phần trong bộ máy lập pháp (chuyên quyền, độc viện, hay lưỡng viện)
11. Số liên minh hay số thành viên lập pháp do đảng chỉ định trong quốc hội.
12. Liên bang (Argentina) hay nhất thể (Pháp, Trung quốc)
13. Nguyên tắc của hệ thống bầu cử
  1. Đa số tương đối (nhiều phiếu nhất thì thắng cử) (Anh)
  2. Đa số quá bán, gồm cả bầu cử vòng hai (Argentina)
  3. Siêu đa số (thường từ 55% đến 75%)
  4. Nhất trí hoàn toàn (100% phiếu) (như ban lãnh đạo một công ty)
14. Loại hình hệ thống kinh tế
15. Các nền văn hóa hay ý thức hệ thịnh hành
16. Năng lực thể chế mạnh (Mỹ) hay năng lực yếu
17. Hợp pháp hay không hợp pháp (như Rumani cộng sản trước đây)
18. Chính phủ có thực quyền hay danh nghĩa
19. Có chủ quyền (Mỹ), bán chủ quyền (Puerto Rico) hay không có chủ quyền (Chechnya)
20. Có tính kỳ thị chủng tộc (Rhodesia) hay không có.

## Các vấn đề nhận thức và kinh nghiệm khác
Nhìn bề ngoài, việc nhận biết một loại hình chính phủ (thể chế nhà nước) trông dễ dàng. Nhiều người cho rằng Hoa Kỳ là một nước dân chủ trong khi đó Liên Xô cũ là một thể chế độc tài. Tuy nhiên, Kopstein và Lichbach tranh luận rằng việc xác định một chế độ là khó khăn. Việc định nghĩa một dạng chính phủ đặc biệt phức tạp khi cố gắng xác định những yếu tố cơ bản của dạng chính phủ đó. Có những điểm khác biệt giữa việc có thể xác định dạng chính phủ và việc xác định những đặc tính cần thiết của dạng chính phủ đó. Ví dụ như, việc cố gắng nhận dạng những đặc tính căn bản của một thể chế dân chủ đó là việc bầu cử. Tuy nhiên, công dân của hai nước Liên Xô cũ và Mỹ đều bỏ phiếu để chọn ra ứng cử viên cho những công chức nhà nước họ. Rắc rối xuất hiện khi so sánh như vậy là nhiều người dường như không chấp nhận nó bởi vì nó không xác thực. Khi nhiều người không chấp nhận đánh giá rằng Liên Xô cũ cũng dân chủ như Mỹ thì sự hữu dụng của khái niệm đó bị xói mòn. Trong khoa học chính trị, đã có một mục tiêu lâu dài để tạo ra hệ thống các loại hình hay nguyên tắc phân loại các chính thể bởi vì hệ thống các loại hình chính trị không rõ ràng cho lắm . Điều này đặc biệt quan trọng trong lĩnh vực khoa học chính trị và các mối quan hệ quốc tế. Một ví dụ quan trọng về một cuốn sách đã cố gắng làm như vậy là Polyarchy (Nhà nước của mọi người dân) của Robert Dahl's (Đại học Yale ấn hành (1971).
Một cách tiếp cận khác là xem xét kỹ lượng bản chất tự nhiên của các đặc tính được tìm thấy trong mỗi chế độ. Trong ví dụ về Hoa Kỳ và Liên Xô, cả hai đều có các cuộc bầu cử nhưng có sự khác nhau quan trọng của hai chế độ này là Liên Xô chỉ là nhà nước đơn đảng, các đảng khác đều bị đặt ngoài vòng pháp luật. Trái lại, Mỹ có một nhà nước đa đảng (lưỡng đảng) hiệu quả với các đảng chính trị được quy định nhưng không bị cấm. Một nhà nước được xem là dân chủ đại nghị (như Canada, Ấn Độ hay Mỹ chẳng hạn) đều có các phương thức cho: một mức độ dân chủ trực tiếp dưới hình thức trưng cầu dân ý và dân chủ thảo luận dưới hình thức các thủ tục mở rộng cho việc tu chính hiến pháp.
Một điều phức tạp khác nữa là số hệ thống chính trị khởi nguồn như các phong trào kinh tế xã hội và sau đó được đưa vào các chính quyền bởi các đảng chính trị nào đó và tự đặt tên mình theo các phong trào đó.
- Có lẽ một ví dụ điển hình được trích dẫn nhiều nhất về hiện tượng đó là phong trào cộng sản. Đây là một ví dụ ở những nơi hệ thống chính trị thành công đi chệch ra từ các ý thức hệ kinh tế xã hội mà họ đã phát triển nên. Điều này cũng có nghĩa là các đảng viên của các ý thức hệ đó thực chất đối kháng với các hệ thống chính trị liên minh với họ. Ví dụ như, các nhà hoạt động tự cho là những người Trotskyist hay cộng sản thường phản đối với những nước cộng sản ở thế kỷ 20.
- Đạo Hồi cũng thường bao gồm tập hợp các phong trào có liên hệ mật thiết với các thể chế nhà nước. Thật ra, nhiều quốc gia trong thế giới Hồi giáo thường dùng thuật ngữ Islamic trong quốc hiệu của mình. Tuy nhiên, những chính phủ này trong thực tế khai thác phạm vi các cơ chế quyền lực khác nhau (như nợ và kêu gọi cho chủ nghĩa dân tộc). Điều này có nghĩa là không có một hình thức chính phủ đơn nhất nào có thể được mô tả là chính phủ Hồi giáo.
- Những nguyên tắc căn bản của nhiều phong trào phổ biến khác cũng có liên hệ mật thiết với thể chế nhà nước mà các phong trào đó ủng hộ và sẽ giới thiệu đến nếu họ lên nắm quyền như dân chủ bioregional là một trụ cột của ý thức hệ Xanh (Green politics).

## Sách đọc thêm
- Boix, Carles (2003). Democracy and Redistribution. New York: Cambridge University Press.
- Bunce, Valerie. 2003. "Rethinking Recent Democratization: Lessons from the Postcommunist Experience." World Politics 55(2):167-192.
- Colomer, Josep M. (2003). Political Institutions. Oxford: Oxford University Press.
- Dahl, Robert Polyarchy Yale University Press (1971
- Heritage, Andrew, Editor-in-Chief. 2000. World Desk Reference
- Lijphart, Arend (1977). Democracy in Plural Societies: A Comparative Exploration. New Haven: Yale University Press.
- Linz, Juan. 2000. Totalitarian and Authoritarian Regimes. Boulder: Lynne Rienner.
- Linz, Juan, and Stepan, Alfred. 1996. Problems of Democratic Transition and Consolidation: Southernn Europe, South America, and Post-Communist Europe. Baltimore: Johns Hopkins Press.
- Lichbach, Mark and Alan Zukerman, eds. 1997. Comparative Politics: Rationality, Culture, and Structure, Cambridge: Cambridge University Press, 1997.
- Luebbert, Gregory M. 1987. "Social Foundations of Political Order in Interwar Europe," World Politics 39, 4.
- Moore, Barrington, Jr. 1966. Social Origins of Dictatorship and Democracy: Lord and Peasant in the Making of the Modern World. Cambridge: Beacon Press, ch. 7-9.
- Comparative politics: interests, identities, and institutions in a changing global order/edited by Jeffrey Kopstein, Mark Lichbach, 2nd ed, Cambridge University Press, 2005.
- O’Donnell, Guillermo. 1970. Modernization and Bureaucratic-Authoritarianism. Berkeley: University of California.
- O’Donnell, Guillermo, Schmitter, Philippe C., and Whitehead, Laurence, eds., Transitions from Authoritarian Rule: comparative Perspectives. Baltimore: Johns Hopkins University Press.
- Przeworski, Adam. 1992. Democracy and the Market: Political and Economic Reforms in Eastern Europe and Latin America, New York: Cambridge University Press.
- Przeworski, Adam, Alvarez, Michael, Cheibub, Jose, and Limongi, Fernando. 2000. Democracy and Development: Political Institutions and Well Being in the World, 1950-1990. New York: Cambridge University Press.
- Shugart, Mathhew and John M. Carey, Presidents and Assemblies: Constitutional Design and Electoral Dynamics, New York, Cambridge Univ. Press, 1992.
- Taagepera, Rein and Matthew Shugart. 1989. Seats and votes: The effects and determinants of electoral systems, Yale Univ. Press.